# Коанси (Мозел)
Коанси (фр. Coincy) насеље је и општина у североисточној Француској у региону Лорена, у департману Мозел која припада префектури Мец Кампањ.
По подацима из 2011. године у општини је живело 306 становника, а густина насељености је износила 42,8 становника/km². Општина се простире на површини од 7,15 km². Налази се на средњој надморској висини од 235 метара (максималној 259 m, а минималној 194 m).

## Демографија
| 1962. | 1968. | 1975. | 1982. | 1990. | 1999. | 2011. |
| ----- | ----- | ----- | ----- | ----- | ----- | ----- |
| 116   | 107   | 137   | 202   | 272   | 286   | 306   |

График промене броја становника у току последњих година